# سينما ألمانية
يمكن إرجاع صناعة الأفلام في ألمانيا إلى أواخر القرن التاسع عشر. قدمت السينما الألمانية مساهمات فنية وتقنية كبيرة في السينما المبكرة والبث وتكنولوجيا التلفزيون. أصبح استوديو بابلسبيرغ مرادفًا للأسرة في صناعة الأفلام في أوائل القرن العشرين في أوروبا، على غرار هوليوود في وقت لاحق.
شهدت ألمانيا تغييرات كبيرة في هويتها خلال القرنين العشرين والحادي والعشرين. حددت هذه التغييرات فترة السينما الوطنية إلى سلسلة من العصور والحركات المتميزة.

## التاريخ

### 1933–1945 ألمانيا النازية
أدى الوضع الاقتصادي والسياسي غير المستقر في ألمانيا فايمار إلى مغادرة عدد من صانعي الأفلام والفنانين للبلاد بالفعل، في المقام الأول إلى الولايات المتحدة؛ انتقل إرنست لوبيتش إلى هوليوود في وقت مبكر من عام 1923، مايكل مجرتس المجري المولد في عام 1926. هاجر حوالي 1500 مخرج ومنتج وممثل وغيرهم من العامليين السينمائيين في السنوات التي تلت صعود النازيين إلى السلطة. وكان من بينهم شخصيات رئيسية مثل المنتج إريك بومر، رئيس استوديو أوفا، والنجوم مارلين ديتريش وبيتر لوري، والمخرج فريتز لانج. نزوح لانغ إلى أمريكا أسطوري. يقال أن متروبوليس أعجب بشدة جوزيف جوبلز لدرجة أنه طلب من لانغ أن يصبح رئيسًا لوحدته السينمائية الدعائية. هرب لانغ إلى أمريكا بدلاً من ذلك، حيث كان لديه مهنة طويلة ومزدهرة. كما فر العديد من المخرجين الألمان الصاعدين إلى الولايات المتحدة، مما كان له تأثير كبير على الفيلم الأمريكي نتيجة لذلك. تم إخراج عدد من أفلام الرعب العالمية في ثلاثينيات القرن العشرين من قبل emigrees الألمانية، بما في ذلك كارل فرويند وجو ماي وروبرت سيودماك . المديرون إدغار أولمر ودوغلاس سيرك وكاتب السيناريو النمساوي المولد (والمدير اللاحق) بيلي وايلدر هاجروا أيضًا من ألمانيا النازية إلى نجاح هوليود. لم يتمكن جميع العاملين في صناعة السينما الذين هددهم النظام النازي من الفرار. الممثل والمخرج كيرت جيرون، على سبيل المثال، لقوا حتفهم في معسكر اعتقال.

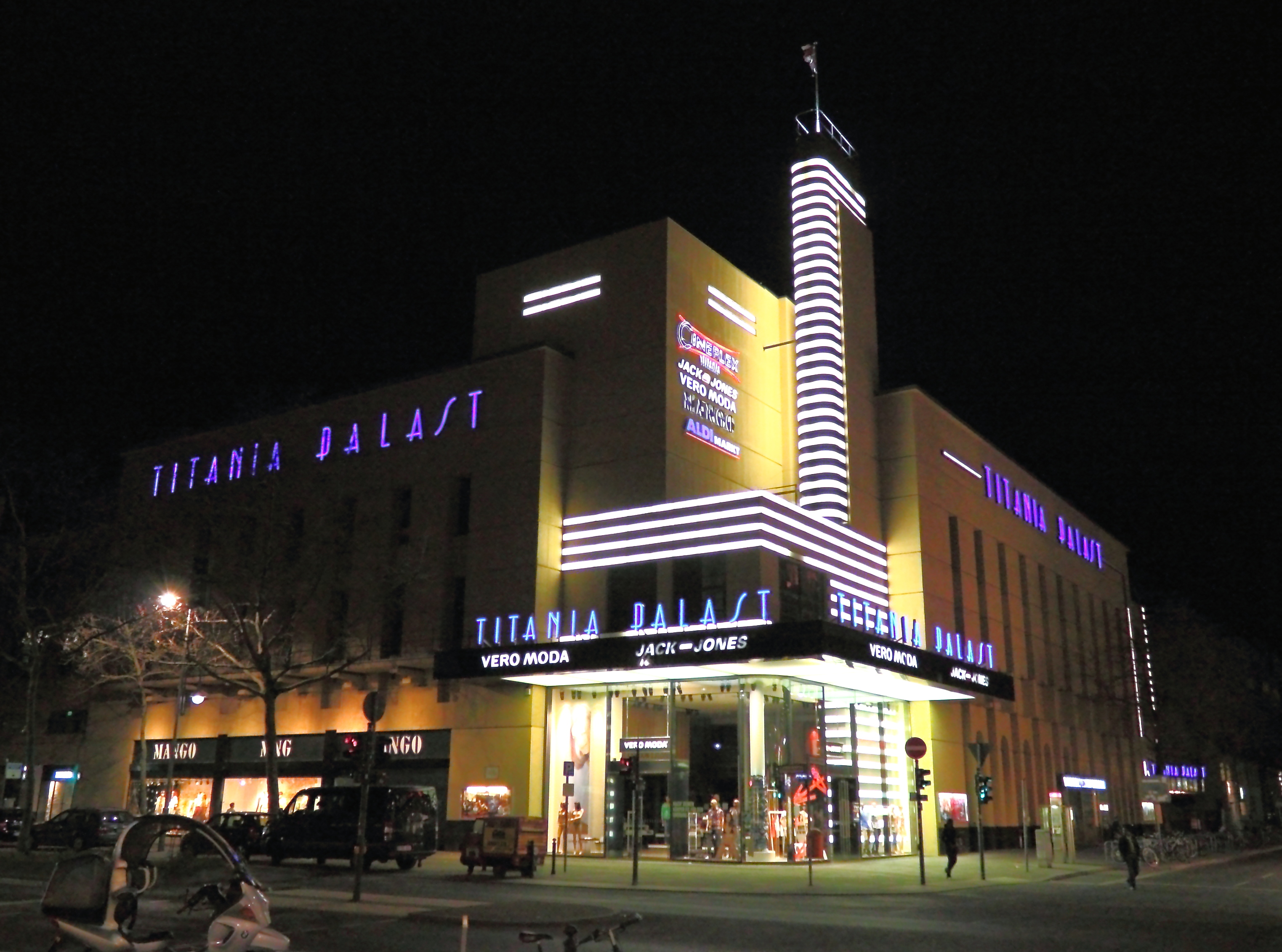
مسرح سينما فتتح في عام 1928

في غضون أسابيع من وصول هتلر للسلطة، قام ألفريد هوغنبرغ فعليًا بتسليم أوفا إلى النازيين، باستثناء اليهود من العمل في الشركة في مارس 1933، قبل عدة أشهر من تأسيس Reichsfilmkammer (غرفة الرايخ السينمائية) في يونيو من الدولة النازية المكلفة بالسيطرة على صناعة السينما، والتي ميزت الاستبعاد الرسمي لليهود والأجانب من العمل في صناعة السينما الألمانية. كجزء من عملية جلايش شالتونج، كان كل إنتاج الأفلام في ألمانيا خاضعًا لغرفة أفلام الرايخ، التي كانت مسؤولة بشكل مباشر عن وزارة الدعاية التي يراسها غوبلز، وكان جميع العاملين في الصناعة أعضاء في غرفة أفلام الرايخ. تم استبعاد المهنيين السينمائيين «غير الآريين» وأولئك الذين كانت سياساتهم أو حياتهم الشخصية غير مقبولة للنازيين من غرفة أفلام الرايخ وبالتالي حرموا من العمل في الصناعة. وقد تأثر حوالي 3000 شخص بهذا الحظر على التوظيف. بالإضافة إلى ذلك، بما أن الصحفيين تم تنظيمهم أيضًا كقسم في وزارة الدعاية ، فقد تمكنت Goebbels من إلغاء النقد السينمائي في عام 1936 واستبداله بـ Filmbeobachtung (ملاحظة الفيلم)؛ لا يستطيع الصحفيون إلا الإبلاغ عن محتوى الفيلم، وليس الحكم على قيمته الفنية أو غيرها.
أصبحت صناعة السينما الألمانية الآن ذراع الدولة الشمولية الفعال، لا يمكن صنع أفلام لا تتوافق ظاهريًا مع وجهات نظر النظام الحاكم. ومع ذلك، على الرغم من وجود أعمال دعاية معادية للسامية مثل اليهودي الأبدي (1940) - الذي كان تخبطًا في شباك التذاكر - الأكثر تعقيدًا ولكن المعادي للسامية (1940) ، الذي حقق نجاحًا تجاريًا في الرايخ وفي أماكن أخرى من أوروبا، كان القصد من غالبية الأفلام الألمانية من الفترة الاشتراكية الوطنية بشكل أساسي أعمال ترفيه. تم تقييد استيراد الأفلام الأجنبية قانونًا بعد عام 1936، وكان على الصناعة الألمانية، التي تم تأميمها فعليًا في عام 1937، تعويض الأفلام الأجنبية المفقودة (قبل كل شيء الإنتاج الأمريكي). أصبح الترفيه أيضًا مهمًا بشكل متزايد في السنوات الأخيرة من الحرب العالمية الثانية عندما قدمت السينما تشتيتًا عن قصف الحلفاء وسلسلة من الهزائم الألمانية. في كل من 1943 و1944 تجاوزت السينما في ألمانيا المليار،  وكان أكبر عدد من شباك التذاكر في سنوات الحرب هو Die große Liebe (1942) و Wunschkonzert (1941)، اللذين يجمعان بين عناصر الموسيقى والرومانسية في زمن الحرب و الدعاية الوطنية، Frauen sind doch bessere Diplomaten (1941)، وهي موسيقى كوميدية كانت واحدة من أقدم الأفلام الألمانية الملونة، وفيينا الدم (1942)، التكيف مع جوهان ستراوس الكوميدي. تايتانيك (1943) كانت ملحمة أخرى ذات ميزانية كبيرة يمكن القول أنها ألهمت أفلامًا أخرى حول بطانة المحيط المشؤومة. يمكن رؤية أهمية السينما كأداة من أدوات الدولة، من حيث قيمتها الدعائية وقدرتها على الحفاظ على الترفيه عن الجمهور، في تاريخ تصوير فيلم Veit Harlan 's Kolberg (1945) ، أغلى فيلم للنازيين حقبة إطلاق النار، حيث تم تحويل عشرات الآلاف من الجنود من مواقعهم العسكرية لتظهر كمزايا إضافية.
على الرغم من هجرة العديد من صانعي الأفلام والقيود السياسية، لم تكن الفترة خالية من الابتكارات الفنية والجمالية، وكان إدخال إنتاج فيلم Agfacolor مثالاً بارزًا. يمكن أيضًا تحقيق الإنجاز الفني والجمالي إلى الغايات المحددة للدولة النازية، وبشكل أكثر إثارة في أعمال ليني ريفنستال. ريفنستال انتصار الإرادة (1935)، توثيق رالي نورمبرغ 1934، وأولمبيا (1938)، توثيق دورة الألعاب الأولمبية الصيفية لعام 1936، كانت رائدة في تقنيات حركة الكاميرا والتحرير التي طبقت على العديد من الأفلام اللاحقة. كلا الفيلمين، ولا سيما انتصار الإرادة، لا يزالان مثيران للجدل إلى حد كبير، حيث لا يمكن فصل استحقاقهما الجمالي عن ترويجهما للقيم النازية.

## أكاديمية الأفلام الألمانية

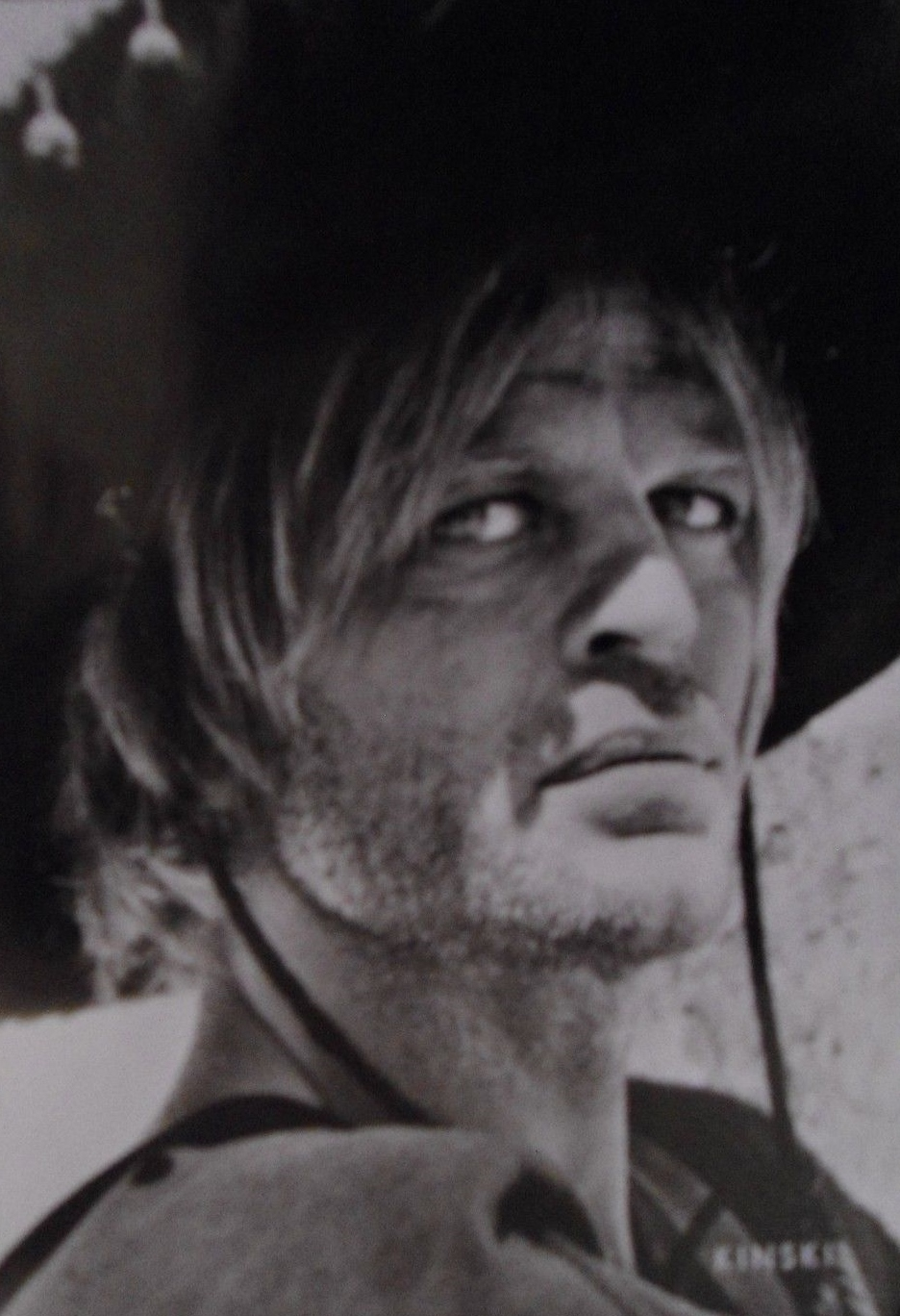
كلاوس كينسكي

تأسست Deutsche Filmakademie في عام 2003 في برلين وتهدف إلى تزويد صانعي الأفلام المحليين بمنتدى للنقاش وطريقة لتعزيز سمعة السينما الألمانية من خلال المنشورات والعروض التقديمية والمناقشات والترويج المنتظم للموضوع في المدارس.

## المهرجانات
- مهرجان ميونخ السينمائي
- مهرجان برلين السينمائي